# Free Tibet Campaign
Pour les articles homonymes, voir FTC.
Free Tibet Campaign est une organisation non gouvernementale à but non lucratif, fondée en 1987 et basée à Londres, Angleterre qui se donne pour mission de réaliser des campagnes en faveur de ce qu'elle appelle le droit du peuple tibétain à l'autodétermination,. 
L'association fait campagne pour mettre fin à ce que certains considèrent comme une occupation du Tibet par la République populaire de Chine (RPC), et pour que les droits de l'homme des Tibétains soient respectés.
L'association est membre du Réseau international de soutien au Tibet (ITSN), une organisation non gouvernementale (ONG) internationale regroupant 166 associations qui se focalisent sur la situation au Tibet et soutiennent le peuple tibétain. 
Au mois de mars 2008, l'association a donné des informations sur la plus grande série de manifestations au Tibet en plus de vingt ans ; manifestations sur lesquels les associations solidaires des Tibétains continuent à rassembler des preuves. Comme le gouvernement chinois contrôle l'accès des journalistes au Tibet et fait en sorte que les dissidents politiques soient sévèrement punis, le travail des associations pour obtenir des informations au Tibet est difficile mais vital à la cause tibétaine.
En 2008, Free Tibet Campaign et d'autres associations ont dénoncé le fait que la Chine ait pu obtenir l'attribution des jeux olympiques bien qu'ayant un des rapports les plus mauvais du monde sur les droits de l'homme ; en contradiction avec les promesses faites au Comité international olympique [CIO] que la Chine améliorerait ce rapport suivant l'accession de Pékin aux jeux olympiques[réf. souhaitée]. En avril 2008, le Free Tibet Campaign a notamment organisé de grands rassemblements dans les rues de Londres pendant le Relais de la flamme olympique, durant lequel des milliers de supporters du Tibet ont rempli les rues, menant la Chine et le CIO à modifier le parcours de la flamme olympique. 
À la suite des jeux olympiques, les analystes[Qui ?] de la Chine pensent qu'il est possible que les autorités commenceront à traiter sévèrement les contestataires tibétains, à présent que les journalistes du monde ne sont plus à Pékin. Free Tibet Campaign a produit la preuve d'une accumulation militaire considérable dans le secteur, et exhorte des dirigeants politiques de ne pas tourner le dos à la région. 
Free Tibet Campaign recherche aussi la libération de prisonniers politiques par l'information, les pétitions et ses Campagnes d'Action Urgentes. Cette approche a permis d'obtenir de premières libérations de prisonniers politiques éminents comme Phuntsog Nyidron, de réduire la sentence de Tenzin Delek Rinpoché de la peine de mort à la prison à vie et aussi probablement d'influer pour obtenir une condamnation relativement faible pour Runggye Adak en 2007. 
En juin 2020, la Tibet Society a fusionné avec Free Tibet, alors le plus grand groupe de soutien au Tibet au Royaume-Uni.